# Alojz Muhič
Alojz Muhič, slovenski politik, * 13. maj 1950, Novo mesto, † 20. september 2017, Novo mesto.
Od lokalnih volitev 2006, na katerih je nastopil kot skupni kandidat Liste za Dolenjsko in Socialnih demokratov pa do leta 2014 je bil župan Mestne občine Novo mesto.